# Sébastien (pseudonyme)
Pour les articles homonymes, voir Sébastien.
Sébastien est un pseudonyme basé sur le prénom.

## Personnalités portant ce pseudonyme
- Patrick Sébastien, un humoriste français ;
- Sébastien est un céramiste, peintre, sculpteur et photographe français.